# Férfi kenu egyes 10 000 méter az 1948. évi nyári olimpiai játékokon
Az 1948. évi nyári olimpiai játékokon a kajak-kenu Férfi kenu egyes 10 000 méteres versenyszámát augusztus 11-én rendezték Henley-i-ben.

## Eredmények
A rövidítések jelentése a következő:
- OB: olimpiai legjobb idő
- DNS: nem indult a futamon

### Döntő
| Helyezés | Név               | Nemzet                 | Idő       | Mj |
| -------- | ----------------- | ---------------------- | --------- | -- |
| Arany    | František Čapek   | Csehszlovákia (TCH)    | 1:02:05,2 | OB |
| Ezüst    | Frank Havens      | Egyesült Államok (USA) | 1:02:40,4 |    |
| Bronz    | Norman Lane       | Kanada (CAN)           | 1:04:35,3 |    |
| 4.       | Raymond Argentin  | Franciaország (FRA)    | 1:06:44,2 |    |
| 5.       | Ingemar Andersson | Svédország (SWE)       | 1:07:27,1 |    |
|          | Karl Molnar       | Ausztria (AUT)         | DNS       |    |